# Anton Botěv
Anton Jurijevič Botěv (* 25. května 1986 Omsk) je bývalý ruský zápasník – klasik, který od roku 2007 krátce reprezentoval Ázerbájdžán.

## Sportovní kariéra
Zápasení se věnoval od 8 let v rodném Omsku. Pod vedením trenéra Salavata Kalimullina se specializoval na řecko-římský styl. V roce 2007 přijal nabídku reprezentovat Ázerbájdžán. V roce 2008 se kvalifikoval na olympijské hry v Pekingu ve váze do 120 kg, kde vypadl ve druhém kole se Švédem Jalmarem Sjöbergem 0:2 na sety. Od roku 2009 se vrátil do ruské reprezentace, ve které se v užším výběru neprosazoval. Sportovní kariéru ukončil v roce 2017. Žije v Omsku a věnuje se trenérské práci.

## Výsledky
| Turnaj             | Rusko | Rusko | Rusko | Rusko | Ázerbájdžán | Ázerbájdžán |
| Turnaj             | 2003  | 2004  | 2005  | 2006  | 2007        | 2008        |
| Turnaj             | 17    | 18    | 19    | 20    | 21          | 22          |
| Turnaj             | -120  | -120  | -120  | -120  | -120        | -120        |
| ------------------ | ----- | ----- | ----- | ----- | ----------- | ----------- |
| Olympijské hry     |       | —     |       |       |             | úč.         |
| Mistrovství světa  | —     |       | —     | —     | úč.         |             |
| Mistrovství Evropy | —     | —     | —     | —     | —           | úč.         |
| ME juniorů         | —     | —     | 2.    | 2.    |             |             |
| ME dorostenců      | 1.    |       |       |       |             |             |